# Maintal (Schweinfurt)
Das Maintal (Ortsangabe: im Maintal) ist ein Stadtteil der kreisfreien Stadt Schweinfurt. Er wird für amtlich-statistische Zwecke als Bezirk 54 geführt. Das Maintal ist ein 1,52 km² großes Industrie- und Gewerbegebiet und einer der größten neu erschlossenen Gewerbeparks Deutschlands. Es ist der jüngste eigenständige Stadtteil Schweinfurts. Große Teile des Maintals sind das einzige Gebiet das bei der Bayerischen Gebietsreform der Stadt zugeschlagen wurde, es war damals unbewohnt.
Der östlich des Maintals gelegene, unbewohnte Bezirk 53 SW-Süd/Baggersee umfasst die Naherholungsanlage Baggersee (Badesee), die Schmachtenseen und einen kleinen Teil des Schwebheimer Walds.

## Geographie

### Lage
Das Maintal befindet sich im äußersten Süden des Stadtgebiets und als einziger Stadtteil Schweinfurts komplett südlich der Bundesautobahn 70. Der Industrie- und Gewerbepark verfügt über einen direkten Autobahnanschluss an die A 70 (Nr. 6, Schweinfurt-Hafen). Am Südrand des Maintals liegt mit 205 m ü. NN der niedrigste Punkt des Stadtgebietes.
Die nachfolgenden Stadtteile und Gemeinden grenzen an die Bezirke 53 und 54 an (Gesamtgebiet der roten Flächenfärbung des rechten Lageplans): Vom Norden beginnend im Uhrzeigersinn sind das der Stadtteil Hafen-West, die Gemeinden Sennfeld, Gochsheim, Grafenrheinfeld und Bergrheinfeld (nur 100 m breiter Uferstreifen am Main) und der Stadtteil Oberndorf.

### Geologie
Das Gebiet besitzt ausschließlich Flussschotterboden. Am südöstlichen Rand wird noch Kiestagebau betrieben, der nahezu beendet ist. Im Schwebheimer Wald liegen einige inaktive Flugsanddünen (mit Kiefernbewuchs).

### Hydrologie
Der Gewerbepark wird durch einen Maindeich vor Hochwasser geschützt. Er wurde erstmals bei der Mainkorrektion bei Grafenrheinfeld 1823 errichtet und in den 1960er Jahren ausgebaut. Das 100-jährliche Hochwasser lag im Norden des Gewerbeparks bei 206,95 m ü NN und im Süden bei 206,40 m ü NN. Die Deichkrone liegt jeweils 1,00 m über diesen Werten. Der hydrologische Stau liegt im Normalfall bei 203,0 m ü NN, was der Höhe des Wasserspiegels des zur Großschifffahrtsstraße aufgestauten Mains in diesem Bereich entspricht. Zudem wurde das Maintal aus hydrographischen Gründen um etwa 1,50 m aufgeschüttet. Das Gelände liegt im nördlichen Bereich jetzt etwa bei 207 m ü NN und im südlichen bei etwa 206 m ü NN.
Oberflächenwasser außerhalb der Straßen wird mittels Trennsystem in Grünbereiche und Vorfluter abgeleitet.

### Klima
Das Maintal besitzt für die kontinentalen mainfränkischen Verhältnisse ein relativ ausgeglichenes Klima. Im Gegensatz zum höher gelegenen nordöstlichen Stadtgebiet am Rande der Schweinfurter Rhön herrscht hier ein lokales, relativ wintermildes Fluss-Klima, in dem sich selten eine höhere, geschlossene Schneedecke bildet. Aufgrund des offenen, brettflachen, weiten Talbodens, mit häufigem Ostwind bei Hochdruckwetterlage, Nähe zum Wald und zahlreichen kleineren Seen tritt hier im Gegensatz zu anderen mainfränkischen Gebieten Sommerhitze gemäßigter auf.

## Geschichte

### Wüstungen
Am Rand des Schwebheimer Walds (Bezirk 53) befinden sich zwei Wüstungen. Urkundlich erstmals 1425 erwähnt wurde Schmachtenberg, unweit südlich liegt die Wüstung Senftenhof.

### Eingemeindungen
Das nordöstliche Gebiet des heutigen Stadtteils (Areal um Möbelhaus Neubert, Kleingartenanlage Schweinfurter Kreuz, größte Teil des Baggersees) gehörte zu der am 1. Dezember 1919 nach Schweinfurt eingegliederten Gemeinde Oberndorf und heute noch zur Gemarkung Oberndorf. Den weitaus größeren Bereich des heutigen Stadtteils, ein bis dahin unbewohntes Gebiet von 2 Quadratkilometern, musste die Gemeinde Grafenrheinfeld im Zuge der Bayerischen Gebietsreform am 1. Mai 1978 an die Stadt Schweinfurt als Raum für ihre industrielle Entwicklung abtreten. Dieses Areal bildet keine eigene Gemarkung, sondern wurde umgemarkt.
In nahezu allen Veröffentlichungen wird falsch angegeben, dass der ganze Gewerbepark mit seinen 152 ha (plus Randbereiche) vormals zu Grafenrheinfeld gehörte und die 152 ha werden falscherweise mit der etwas größeren Fläche der Gebietsabtretung gleichgesetzt.

### Stadtentwicklung

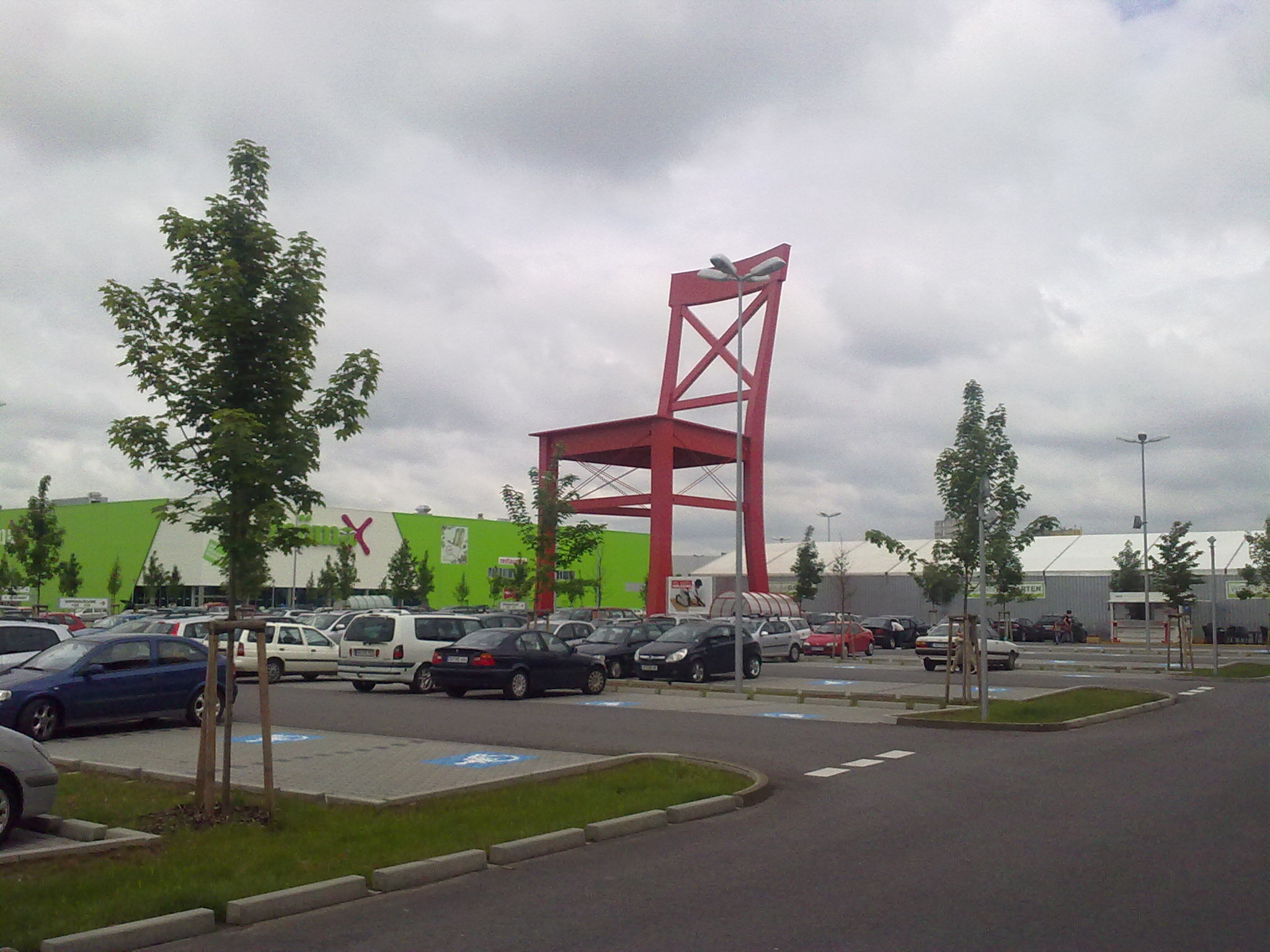
Amsterdamstraße, Parkplatz von XXXLutz und Mömax

Der Gewerbepark wurde durch Einstufung als städtische Entwicklungsmaßnahme ermöglicht, wodurch die Stadt enteignungsgleich alle Grundstücke zum von ihr festgesetzten Preis von 7,50 Mark pro Quadratmeter kaufen konnte. Ein Gewinn darf nicht erzielt werden. Verkauft wurde z. B. im Jahr 2018 der erschlossene Quadratmeter für 36,50 Euro. Dazu kam ein symbolischer Euro für die weitaus teurere Kampfmittelbeseitigung und weitere 9,13 Euro, sofern die Stadt die wegen des Hochwasserschutzes nötige Geländeauffüllung selbst vornahm. Einschließlich Erschließungsbeitrag ergab das rund 60 Euro pro Quadratmeter, was im üblichen Rahmen in der Region lag.
Der Stadt kostete das Maintal mit seinen beiden Bauabschnitten rund 50 Mio. Euro (Grundstückskauf, Erschließung, öffentliches Grün und Pumpwerk mit Düker unter dem Main hindurch zur Kläranlage). Gerechnet wird mit Erlösen von rund 43 Mio. Euro. Auch die Kosten für die Autobahnanschlussstelle musste die Stadt selbst tragen, da diese nachträglich auf ihren eigenen Wunsch entstand. Eingehalten wurde bei den Vergaben, dass pro Hektar im Durchschnitt mindestens 70 Arbeitsplätze entstehen.
Der Gewerbepark wurde beiderseits einer neuen Haupterschließungsstraße, der zweibahnigen Europa-Allee, angelegt, die eine neue und direkte Verbindung der A 70 mit dem Gemeindegebiet von Grafenrheinfeld herstellt. Zunächst war angedacht, die Europa-Allee auf Grafenrheinfelder Gemeindegebiet als östliche Ortsumgehung Richtung Röthlein zu verlängern, was schließlich von der Gemeinde aufgegeben wurde.

### Aufgegebenes Projekt Containerhafen
In der Planung des Industrie- und Gewerbeparks Maintal waren zwischen Straßburgstraße und Main ein Containerhafen und ein Güterverkehrszentrum (GVZ) vorgesehen. Das Projekt wurde aus Kostengründen aufgegeben. Die Option für den Hafen (benötigte Fläche) besteht noch. Der für Containerhafen und GVZ geplante Gleisanschluss soll trotzdem zur Anbindung an im Maintal gelegene Industriegrundstücke realisiert werden.

## Wirtschaft und Infrastruktur

### Wirtschaft
Bis zum November 2018 hatten sich im Maintal über 100 kleine und mittlere Betriebe in den Sparten Produktion, Dienstleistung und Gewerbe angesiedelt. Das Maintal besaß damals 4.000 Arbeitsplätze – im Endausbau sollen es 6.500 bis 7.000 sein. 2022 waren alle Grundstücke verkauft.
Überregional bekannte Unternehmen:
| - SRAM Fahrradkomponenten, vormals zu Fichtel & Sachs - Triton Partners/Ewellix, vormals zu SKF-Linearsysteme - Horton Europe, vormals Horton Sachs - DB Schenker | - Deutsche Telekom, Callcenter - Unicredit, Callcenter - Emil Frey Gruppe, Automobilhandel Mercedes-Benz - XXXLutz, mit zwei Möbelhäusern der Marken XXXLutz Neubert und Mömax |

### Behörden
- Zollamt Schweinfurt, Dienststelle des Hauptzollamtes Schweinfurt

### Verkehr
- Bundesautobahn 70, Anschlussstelle Nummer 6: Schweinfurt-Hafen
- Stadtbuslinie 130.[11]
- Industriegleisanschlüsse

## Sozialstruktur
| Status 31. Dez. 2022                               | Maintal Statistische Bezirke 53 und 54 | Gesamtgebiet Schweinfurt |
| -------------------------------------------------- | -------------------------------------- | ------------------------ |
| Deutsche                                           | 50,0 %                                 | 77,4 %                   |
| Ausländer                                          | 50,0 %                                 | 22,6 %                   |
| Anteil Doppelstaatler an der deutschen Bevölkerung | 25,0 %                                 | 17,1 %                   |

Statistische Werte der Sozialstruktur sind in einem Industrie- und Gewerbegebiet mit sehr geringer Einwohnerzahl ohne Aussagekraft und werden hier nur der Vollständigkeit halber aufgeführt.

## Kultur und Sehenswürdigkeiten

### Bauwerke
Im großen Kreisel an der Einfahrt in den Gewerbepark aus Richtung Hafenstraße und A 70 wurde als Denkmal und Wahrzeichen ein Jugendstil-Werkstor (um 1905/1910) aufgestellt. Es stammt vom Fichtel & Sachs Werk 1, dem späteren SKF Werk 1, das 2007 abgerissenen wurde (heute befindet sich dort die Stadtgalerie Schweinfurt).

### Seen und Naherholung

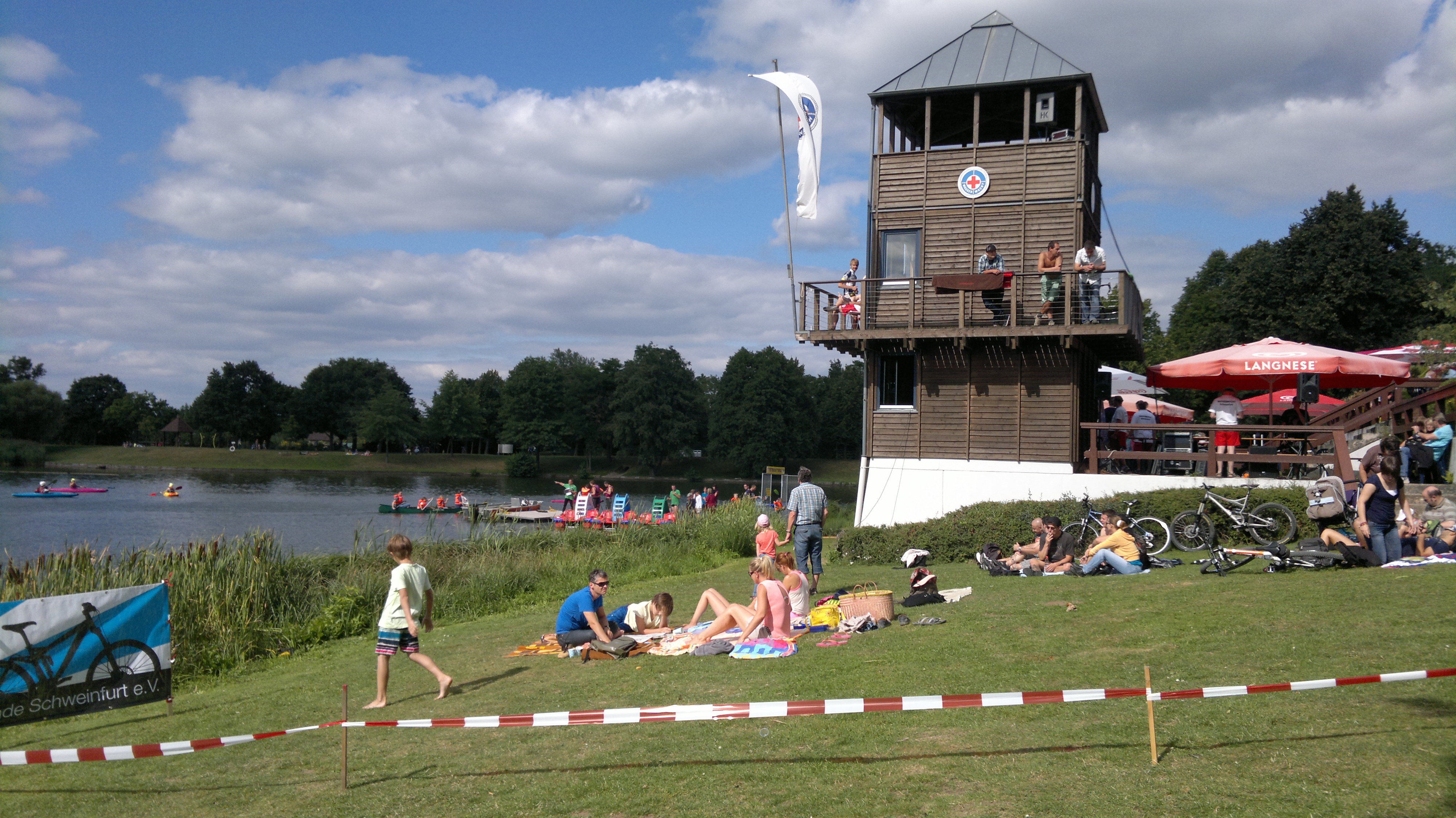
Naherholungsanlage Baggersee am Schwebheimer Wald

Im Bezirk 53 liegt am Schwebheimer Wald die Naherholungsanlage Baggersee. Sie besitzt einen 26 ha großen Badesee, der in den 1960er Jahren durch Kiesabbau für die Anlage des benachbarten Schweinfurter Kreuzes (A 70 / B 286) entstand. Am See, mit 1 km langem Rasen- und Sandstrand und Bootshäfen für Segelboote ergänzen Bootsvermietung, Beachvolleyball, Hochseilgarten und eine Gaststätte das Angebot.
Nördlich des Badesees liegt die Kleingartenanlage Schweinfurter Kreuz, mit einer weiteren Gaststätte und einem Biergarten.
Südlich des Badesees befinden sich die ebenfalls durch Kiesabbau später entstandenen Schmachtenseen. Sie sollen entgegen dem Flächennutzungsplan von 1984 am Ende des Kiesabbaus nicht zu einem großen, sondern zwei kleineren Seen umgestaltet werden, mit insgesamt 21 Hektar Fläche. Östlich davon ist ein Camping- oder Zeltlagerplatz vorgesehen, dessen Realisierung von der Ausarbeitung des Landschaftsplans abhängig ist.
Bei Planung der Olympischen Sommerspiele 1972 in München stellte die Stadt Schweinfurt Überlegungen an, den gerade entstandenen Badesee für eine Regattastrecke für das Olympia-Rudern nach Süden zum Areal der heutigen Schmachtenseen zu verlängern. Das passte jedoch nicht ins Konzept der Spiele der kurzen Wege, weshalb die Regattastrecke Oberschleißheim entstand (siehe auch: Schweinfurt, Regattastrecke).

## Video
- Frankenskycam: Naherholungsanlage Baggersee aus der Luft (02:40)